# 玉川福太郎
玉川 福太郎（たまがわ ふくたろう）は、浪曲の名跡。
- 初代玉川福太郎 - 後の3代目玉川勝太郎。
- 2代目玉川福太郎 - 本項にて記述。

2代目玉川 福太郎（にだいめ たまがわ ふくたろう、1945年8月12日 - 2007年5月23日）は、山形県飽海郡平田町（現・酒田市）出身。本名、佐藤 忠士。

## 来歴
1968年、3代目玉川勝太郎に入門。イエス玉川は年若の兄弟子、妻は曲師の玉川みね子。
1974年、NHK浪曲新人コンクールで優勝し、同年2代目玉川福太郎を襲名。読み物は読み物は玉川一門のお家芸とも言える「天保水滸伝」の他「清水の次郎長」「忠治山形屋」など多数。任侠物を得意にし、豪快かつ色気のある芸風で人気を博す。1990年には文化庁芸術祭賞を受賞し、現役浪曲師として頂点の評価を得た。
玉川のお家芸、「天保水滸伝」を連続読みする企画、「玉川福太郎の徹底天保水滸伝！」を2004年に5ヶ月連続開催、成功させ、四代目勝太郎を継ぐと誰からも目される存在になった。
2007年5月23日、妻（みね子）の実家である山形県酒田市で田植えを手伝っていたが、作業を終えて田植え機を戻す途中に農道から約2メートル下の水田に転落して田植え機の下敷きとなり、病院に搬送されたが、同日夜に死亡した。61歳没。

## 弟子
後進の育成、曲師の養成に力を注いだ。
- 玉川福助
- 玉川お福
- 玉川こう福
- 玉川奈々福
- 玉川ぶん福
- 玉川太福

## 主な受賞歴
- NHK浪曲新人コンクール優勝（1974）
- フジサンケイグループ放送演芸大賞・ホープ賞（1975）
- 文化庁芸術祭賞（1990）

## 関連書籍
- 「浪花節で生きてみる!」 玉川奈々福（さくら舎）2020年12月 ISBN 978-4865812749
- 「浪曲は蘇る　玉川福太郎と伝統話芸の栄枯盛衰」 杉江松恋（原書房）2022年1月 ISBN 978-4562071456